# Antisemitismo en Turquía
Antisemitismo en Turquía se refiere a los actos de hostilidad contra los judíos en Turquía, así como la promoción de puntos de vista antisemitas y creencias en ese país.

## Demografía
Los judíos han estado viviendo en el territorio del Imperio Otomano y Turquía moderna ya hace más de 2.500 años. Inicialmente la población consistió en judíos Romaniotes de afiliación griega, pero que más tarde fueron asimilados en la comunidad sefardí que emigraron al Imperio Otomano en el siglo XV desde la península ibérica después de la persecución por la Inquisición española.
Aunque los judíos en el 2009 componían solo un poco más de un 0.03% de la población turca, la República de Turquía, sin embargo, alberga una de las mayores comunidades judías en el mundo islámico. La población de judíos turcos era de 23.000 personas ese año. La mayoría de los judíos residen en Estambul. Hay 23 sinagogas activas en Turquía, incluyendo 16 sólo en Estambul. Históricamente, la población judía del Imperio Otomano alcanzó su ápice en el final del siglo XIX, cuando los judíos eran alrededor de 500.000 personas, de las cuales aproximadamente la mitad vivían en el territorio de la moderna República de Turquía.
A pesar de ser los judíos sólo una pequeña fracción de la población hoy en día, los sentimientos antisemitas son bastante comunes entre los turcos en la actualidad. La crítica pública en Turquía de la política israelí suele convertirse en expresiones de sentimientos antisemitas en general.
Desde el año 2009, se ha registrado una disminución de la población judía en Turquía. En septiembre de 2010, la población judía se redujo a 17.000 personas, en su mayoría debido a la emigración a Israel que ha sido explicada por los problemas de seguridad derivados del antisemitismo con antecedentes en la Guerra del Líbano de 2006, el Conflicto de la Franja de Gaza de 2008-2009 y en mayo de 2010 el incidente con la flotilla a Gaza en la cual extremistas islámicos, ciudadanos turcos, resultaron muertos después de enfrentarse a soldados de la Marina de Israel que abordaron la flotilla para detenerla e impedir su ingreso a Gaza, después de que la flotilla se negara a detenerse de forma pacífica.

## Estado histórico de los judíos en Turquía

### Judíos y el antisemitismo en el Imperio Otomano
De acuerdo con la ley islámica, los judíos en el Imperio Otomano tenían el Estado de "Dhimmi", lo que significaba que eran, en principio, subordinados a los musulmanes. Sin embargo, ser Dhimmis garantiza la libertad de religión. Esto, sin embargo, no impidió el antisemitismo en la Turquía otomana.
El primer caso otomano de libelo de sangre, es decir, las reclamaciones de judíos secuestrando y sacrificando a no judíos en rituales siniestros, se informó durante el reinado del sultán Mehmed II en el siglo XV). Posteriormente y a pesar de la migración masiva de judíos desde España en 1492, tales libelos de sangre ocurrieron raramente y por lo general fueron condenados por las autoridades otomanas. Algunas fuentes judías mencionan incidentes de libelo de sangre durante el reinado del sultán Murad IV.
El sultán Mehmet II emitió un decreto real (Firmán), que fue el primero de su tipo en el Imperio Otomano y ordenó que todos los casos relacionados con el libelo de sangre deberían ser considerados por el Diván, el consejo más alto del Imperio.
Solimán el Magnífico
En general, la migración de judíos desde Europa al Imperio Otomano fue recibida amablemente por las autoridades. En 1553, el sultán Solimán el Magnífico asumió la opinión de su médico y asesor personal, Moisés Hamon, y volvió a confirmar las órdenes de Mehmed II, que prohíbian a los tribunales locales de la adjudicación de los casos relativos a presunto asesinato ritual judío. También tuvo éxito en las contramedidas que tomó contra la intención del Papa Paulo IV de entregar a los judíos de Ancona a la  Inquisición.
Sin embargo, más tarde, la actitud de las autoridades turcas hacia los judíos se deterioró. En 1579, el sultán Murad III, según los informes, se enteró de que las mujeres judías llevaban ropas de seda adornadas con piedras preciosas, y ordenó la muerte de todos los judíos en el Imperio. A pesar de que el decreto fue levantado gracias a la mediación de Solomon ben Nathan Ashkenazi, un médico y diplomático judío de la corte del sultán, y asesor del Gran Visir; fue ordenado el uso de ropaje especial para los judíos. En particular, las mujeres judías tenían prohibido usar seda, y a los hombres se les había odenado llevar una forma especial de sombrero
Hubo una serie de casos conocidos de libelo de sangre en el siglo XIX en el territorio del Imperio Otomano: Alepo (1810), Beirut (1824), Antioquía (1826), Hama (1829), Trípoli (1834), Jerusalén (1838), Rodas, Damasco (1840), Paros (1843), Esmirna (1864). El más famoso de ellos fueron los de Rodas y Damasco, ambos en 1840, con importantes repercusiones internacionales.

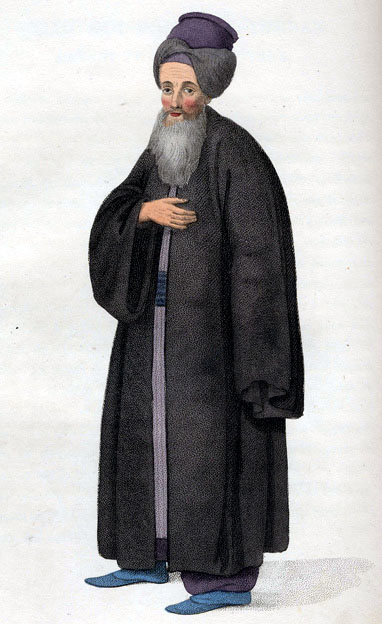
Retrato de una persona judía en el Imperio Otomano, 1779.

El libelo de sangre en Rodas se produjo en febrero de 1840, cuando la comunidad ortodoxa griega, con la participación activa de los cónsules de varios estados europeos, acusó a los judíos de secuestrar y asesinar a un niño cristiano con fines rituales. El gobernador otomano de Rodas apoyó la acusación. Varios judíos fueron detenidos, algunos de los cuales hicieron confesiones autoinculpatorias causadas con la tortura; todo el barrio judío fue bloqueado durante doce días. En julio de 1840, la comunidad judía de Rodas fue absuelta formalmente de acusaciones.
El mismo año, el "Caso Damasco" tuvo lugar. Los judíos fueron acusados del asesinato ritual del padre Thomas, un monje miembro de la Orden de los Hermanos Menores Capuchinos, de Cerdeña, y su siervo griego, Ibrahim Amara. Cuatro miembros de la comunidad judía murieron torturados, y el asunto causó indignación internacional. El político británico Sir Moses Montefiore intervino para limpiar el nombre y liberar al resto de judíos encarcelados; y convenció al sultán Abdülmecid I de emitir un decreto el 6 de noviembre de 1840, declarando que las acusaciones de libelo de sangre eran difamación contra judíos y que estaban prohibidas en todo el Imperio otomano.
En 1866, con la reanudación de los casos de libelo de sangre, el sultán Abdulaziz emitió un firman, según el cual los judíos fueron declarados bajo su protección. A pesar de esto, otro caso conocido de libelo de sangre ocurrió en 1875 en Alepo, pero la presunta víctima del asesinato -un niño armenio- pronto fue encontrado con vida y bien.
En la segunda mitad del siglo XIX el Imperio Otomano inició la Tanzimat reformas orientadas a la alineación de los derechos entre sus sujetos, independientemente de su origen étnico y su religión. Estas transformaciones afectaron positivamente los judíos, que finalmente adquirieron la igualdad de derechos. En el comienzo del siglo XX, la población judía en el Imperio Otomano había llegado a 400-500 mil personas.  En 1887 había cinco miembros judíos en el Parlamento otomano. Sin embargo, la igualdad real no se logró para los judíos hasta mucho más tarde.
También hubo conflictos con los musulmanes, especialmente en el área del actual Israel. Hacia el final del siglo XIX, con aumentos en las poblaciones de judíos y musulmanes en Israel, la población árabe protestó ante el aumento de la presencia judía, lo que resultó en una prohibición en 1892 de todas las ventas de tierras a extranjeros. A los judíos se les prohibió a establecerse en Israel o vivir en Jerusalén, independientemente de si eran súbditos del Imperio o extranjeros. La hostilidad hacia los judíos creció con el aumento del número de judíos en la región, y hubo un pogromo importante en Jaffa en marzo de 1908, en el que la población árabe participó y que dio como resultado a 13 personas gravemente heridas, varios de los cuales murieron posteriormente. El gobierno local fue despedido.
Durante la guerra greco-turca de 1919-1922 las comunidades judías en Anatolia occidental y Tracia Oriental fueron perseguidas por los griegos en Çorlu.

### En la República de Turquía
En 1923, cuando se proclamó la creación de la Turquía, 200.000 judíos vivían en su territorio, incluidos 100.000 solo en Estambul. A los judíos se les concedió la igualdad civil, sin embargo, los pogromos y persecuciones posteriores provocaron una emigración judía masiva, que redujo la comunidad judía en 10 veces.
En 1920 los opositores al régimen de Mustafa Kemal Atatürk lanzaron una campaña antisemita, afirmando, además de la retórica antisemita clásica, que los judíos habían apoyado interestes griegos durante la Guerra de Independencia Turca y se apropiaron ilegalmente de sus propiedades abandonadas. La campaña encontró poco apoyo y cesó enteramente con la estabilización del régimen de Mustafa Kemal. En el mismo período, el gobierno obligó a la comunidad judía a abandonar la autonomía cultural otorgada a las minorías étnicas, violando con ello el Tratado de Lausana.
El 2 de julio de 1934 el grupo pronazi dirigido por James R. Atilhanom organizó pogromos contra los judíos en Tracia. Las autoridades detuvieron de manera decisiva los disturbios antijudíos, anunciaron el estado de emergencia en Tracia Oriental y llevaron ante la justicia a los saqueadores.
En 1939-1942 Turquía volvió a ver a la difusión de propaganda antisemita que había visto como un apoyo de Alemania nazi, en la que el gobierno turco no intervino. En julio de 1942 el poder en Turquía fue tomado por los partidos políticos de derecha.
El 11 de noviembre de 1942, una ley sobre impuesto a la propiedad (Varlik Vergisi) fue ratificada por el Parlamento turco. La tasa de impuestos para judíos y cristianos fue 5 veces mayor que para los musulmanes. Como resultado alrededor de 1.500 judíos fueron enviados a campos de trabajo por falta de pago de impuestos. La Ley fue derogada el 15 de marzo de 1944.
De 1948 a 1955, aproximadamente 37.000 judíos turcos emigraron a Israel. Una razón aducida para la emigración fue la presión de las autoridades a utilizar el idioma turco, incluso en sus hogares.
En 1950 Atilhan y otros políticos turcos de la Derecha difundieron propaganda antisemita a través de los medios de comunicación, algunos de los cuales, sin embargo, fueron confiscados por las autoridades. Ataques contra judíos e incidentes antisemitas se registraron en 1955, 1964 y 1967. Las autoridades tomaron medidas para proteger a la población judía.
En los años 1970 - 1980 las actitudes antisemitas en Turquía aumentaron. Tesis antijudías existían en los programas de algunos partidos políticos.

## La violencia contra los judíos

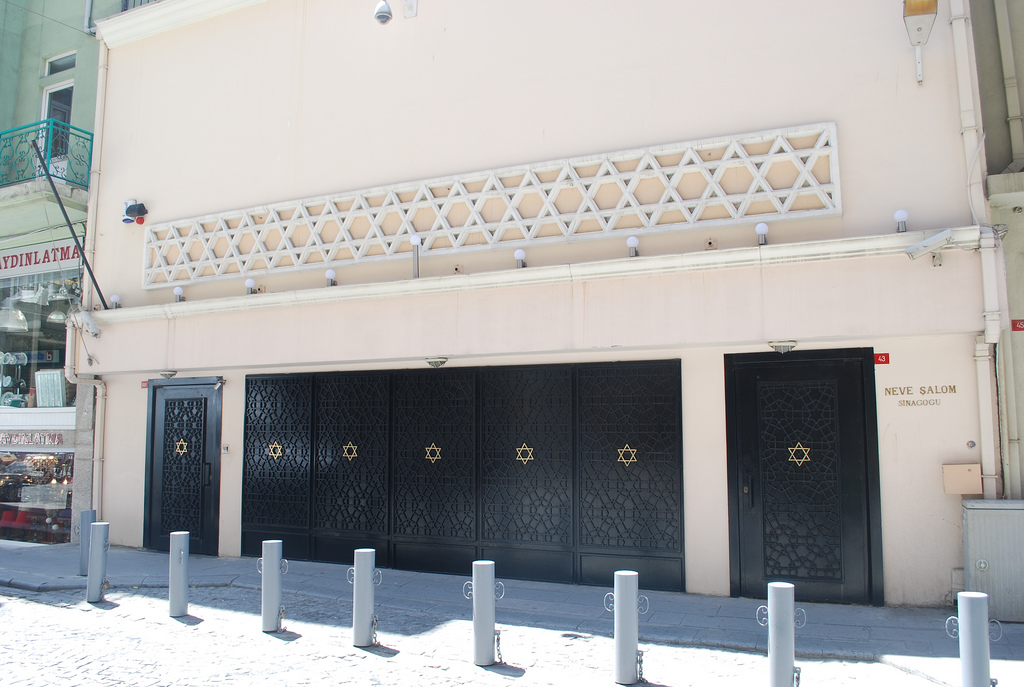
Sinagoga Neve Shalom en Estambul

## En la Turquía moderna